# Camaricus chayani
Camaricus chayani es una especie de araña cangrejo del género Camaricus, familia Thomisidae. Fue descrita científicamente por Biswas & Raychaudhuri en 2017.

## Distribución
Esta especie se encuentra en Bangladés.

## Tratamiento taxonómico
La especie aparece registrada y publicada en New species of the genus Camaricus Thorell, 1887 (Araneae: Thomisidae) from Bangladesh. Bangladesh Journal of Zoology 44(2, 2016): 255–265.